# Számord Ignác
Számord Ignác (Tapsony, 1857. augusztus 25. – Esztergom, 1934. november 23.) római katolikus plébános.

## Élete
Tapsonyban született. Esztergomban a bencés gimnáziumban végzett, 1880-ban hittudományi tanulmányait is a városban végezte; 1880. június 30-án pappá szenteltetett, mire segédlelkész volt Nagymagyaron, Somorján és 1883-tól Esztergomban; 1890-től a Szent Anna-templom lelkésze, 1892 szeptembertől egyúttal a kisdedóvónőképző igazgatója; két évig titkára volt a kisdedóvó-társulatnak; majd a Szent István Társulat tiszteletbeli tagja lett és aligazgatója volt a Jézus szent gyermeksége művének sat.
Cikkei az István bácsi Naptárában (1881. Szent István király intései fiához, szent Imre herczeghez, Estei Károly Ambrus életrajza, Kisdednevelésben és a Kath. Tanügyben sat.); szent beszédeket írt a Jó Pásztorba.

## Művei
- Az ájtatós és ügyes minisztráns fiu. Esztergom, 1888  (több kiadást ért)
- Énekfüzér. A kath. hívek, különösen az ifjúság számára. Uo. 1891 (3. kiadás Uo. 1892)
- Kisdednevelés- és módszertan a róm. kath. kisdedóvónőképző intézetek számárat (Jutalmazott mű), Bpest, 1897, három kötet
- Lélektan a kisdedóvónőképző intézetek számára. Esztergom, 1897
- Az óvónőképző és tanitónőképzés egyesítése. Uo. 1898
- Kicsinyek áhítata. Bpest, 1898
- Olvasókönyv a gazdasági és általános ismétlő-iskolák használatára. Uo. 1899 (Többekkel együtt. 2. jav. kiadás 1900., 3. k. 1905. Uo.)
- Az esztergomi Szent-Anna-templom és a vele kapcsolatos intézetek. Esztergom, 1901 (újra kiadva 2012-ben ugyanott)